# Dejan Janča
Dejan Janča (* 1928 in Subotica, Vojvodina, Königreich Jugoslawien; † 3. Juli 2010 in Novi Sad, Vojvodina, Serbien) war ein jugoslawischer bzw. serbischer Jurist, Diplomat und Hochschullehrer.

## Biografie
Janča studierte nach dem Schulbesuch Rechtswissenschaft und war zeitweise Direktor des Zentrums für Europäische Studien des Instituts für Internationale Politik und Wirtschaft in Belgrad. Nach einer Tätigkeit als Botschafter von Serbien und Montenegro in Ungarn war er Dozent an der Diplomatischen Akademie des Außenministeriums.
Später war er als Professor Leiter der Abteilung für Internationales Recht und Internationale Beziehungen der Juristischen Fakultät der Universität Novi Sad. Darüber hinaus war er als Experte für Menschenrechte Mitglied des UN-Menschenrechtsausschusses in New York City sowie Mitglied des Ausschusses für Geisteswissenschaften der Europäischen Wissenschaftsstiftung in Straßburg.
Im Oktober 2009 wurde er zum Ombudsmann der Provinz Vojvodina gewählt.
Darüber hinaus hat er mehr als fünfzig Aufsätze zum Völkerrecht und dabei insbesondere zu Fragen der Menschenrechte, Internationalen Beziehungen sowie zum Europarecht verfasst.